# Hauka
Hauka foi um movimento religioso que surgiu na colônia francesa da África. Consiste em cerimônias, incluindo imitação e dança, ao qual os participantes performam a elaborada cerimônia militar de seus ocupantes colonos. Foi descrito em Les Maîtres Fous (Os Mestres Loucos - 1955), um curto filme dirigido por Jean Rouch.

## História
De acordo com alguns antropólogos, o movimento foi uma forma de resistência que começou em Níger, e foi difundido para outras partes da África. Ainda de acordo com os antropólogos, esse espetáculo, através da história, foi largamente feito para zombar suas autoridades roubando seus poderes. Os membros Hauka não estavam tentando imitar os europeus, mas tentando extrair sua força de vida - alguma coisa "inteiramente africana".[carece de fontes?]

### Críticas
Essa postura foi duramente criticada pelo antropólogo James G. Ferguson, que acha que essa imitação não sobre importar colonianismo em cultura indígena, mas como um meio de ganhar direitos e status na sociedade colonial. A adoção de costumes europeus não foi uma forma de resistência, mas "para ser respeitado pelos europeus."[carece de fontes?]